# N250 (België)
De N250 is een gewestweg bij Ottignies-Louvain-la-Neuve, België tussen de N4 N25 en N232 N238. De weg heeft een lengte van ongeveer 3 kilometer.
De gehele weg bestaat grotendeels uit 2x2 rijstroken.